# ジョン・ケネディ (第8代カセルス伯爵)
第8代カセルス伯爵ジョン・ケネディ（英語: John Kennedy, 8th Earl of Cassillis、1700年4月 – 1759年8月8日）は、スコットランド貴族。

## 生涯
ケネディ卿ジョン・ケネディ（John Kennedy, Lord Kennedy、1672年頃 – 1700年、第7代カセルス伯爵ジョン・ケネディの息子）とエリザベス・ハッチンソン（Elizabeth Hutchinson、1734年3月10日没、チャールズ・ハッチンソンの娘）の息子として、1700年4月に生まれた。1701年7月23日に父方の祖父が死去すると、わずか1歳でカセルス伯爵位を継承した。
1737年から1759年までダンバートン城総督を務めた。
1738年10月、スーザン・ハミルトン（Susan Hamilton、1699年11月1日 – 1763年2月8日、初代ラグラン伯爵ジョン・ハミルトンの娘）と結婚した。
1747年、スコットランド世襲的司法権廃止法に基づき、キャリックにおける司法権を廃止される代償として13,100ポンドを請求したが、1,800ポンドしか与えられなかった。
1759年8月7日に死去、14日に埋葬された。死後、第3代マーチ伯爵および第3代ラグラン伯爵ウィリアム・ダグラスが女系の継承者として財産の相続を主張したが、第8代カセルス伯爵が1759年3月に立てた遺言状（男系男子による相続を優先させた）の有効性が貴族院で認められたためダグラスの主張が却下された。ダグラスは続いてカセルス伯爵とその従属爵位であるケネディ卿の継承権を主張したが、第3代カセルス伯爵ギルバート・ケネディの次男トマス（1602年5月11日没）の来孫にあたる第4代準男爵サー・トマス・ケネディも男系の継承者として請願を提出、ダグラスの請願とともに貴族院で審議された。貴族院は1762年1月27日に爵位の継承権が男系男子にあるとの裁定を下し、トマスが爵位を継承した。